# 御油町 (愛知県)
御油町（ごゆちょう）は、かつて愛知県宝飯郡に属した町である。
現在の豊川市御油町に該当する。東海道の宿場町である御油宿を中心とした町であり、かつては宝飯郡の郡役所が設置されていた。
1970年代、東山地区に「御油団地」が誕生したが、現在は少子高齢化が進んでいる。

## 歴史
- 1601年（慶長6年） - 御油宿を開設。以後、江戸時代末期まで天領であった。
- 1889年（明治22年）10月1日 - 町村制施行により、御油村が成立。
- 1892年（明治25年）1月29日 - 町制施行し、御油町となる。
- 1953年（昭和28年） - 昭和の大合併で愛知県は赤坂町、御油町、長沢村、萩村の2町2村による合併案を提示。この2町2村で宝北自治研究会を設立（翌年11月、宝北町村合併研究会に改称）。
- 1955年（昭和30年） - 御油町では豊川市との合併を望む声が多かったこともあり、御油町は宝北町村合併研究会より脱会[1]。
- 1959年（昭和34年） - 音羽町との合併か豊川市との合併かで住民投票を実施。その結果、豊川市との合併を選択。
- 1959年（昭和34年）4月1日 - 豊川市に編入されるが、町名は維持されている。

## 学校
- 御油町立御油小学校（現・豊川市立御油小学校）
中学校は当初から豊川市へ中学校運営を委託。御油町の生徒は豊川市立西部中学校に通学している。

## 交通機関
- 名古屋鉄道名古屋本線
  - 御油駅

## 神社・仏閣
- 御油神社
- 秋葉神社

## 観光・史跡
- 御油宿
  - 御油の追分（姫街道(本坂通)との分岐点）
  - 高札場跡
  - 問屋場跡
  - 本陣跡
- 御油の松並木（国の天然記念物）

毎年８月の第１土曜、日曜に行われる夏祭りは手筒や打ち上げ花火が壮大。厄年の男の男が神輿を担ぎ町内を練り歩く。
前日の金曜日には前夜祭として各地区の子供会に所属している子供たちが煙火箱に乗り夜遅くまで町を練り歩く。